# Code: 9
 Code: 9 (Code: 9 - Câmera Escondida no Brasil)  é um Reality Show lançado em 26 de Julho de 2012 no Disney Channel EUA. Uma câmera escondida, um senso de humor e a ajuda dos maiores especialistas em efeitos especiais de Hollywood é tudo o que as crianças e as famílias delas precisam para pregar uma peça sem levantar suspeitas para as mamães ou papais em Code: 9, a Nova Série Disney Channel de reality com câmera escondida em que a comédia é para toda a família. O seriado foi cancelado pela Disney em Setembro de 2012 pela baixa audiência; a mesma coisa aconteceu com PrankStars!.
Code: 9 é apresentado por Wes Dening, um participante do Big Brother Austrália.

## Episódios
| # | Títulos                                      | Estreias                                                           | Código de produção | Audiência original (em milhões) |
| --- | -------------------------------------------- | ------------------------------------------------------------------ | ------------------ | ------------------------------- |
| 1 | "Golf and Gas (Pilot)" Golf and Gas (Pilot)" | 26 de julho de 2012 28 de Dezembro de 2012 1 de Novembro de 2013   | 103                | 2.7                             |
| Uma série de câmeras escondidas em que as crianças fazem piadas de seus pais com a ajuda de artistas de efeitos especiais de Hollywood. No primeiro episódio, um pai que adora jogar golfe leva o ritmo durante um acidente com o carro de golfe. |                                              |                                                                    |                    |                                 |
| 2 | "Steal of a Deal" Steal of a Deal"           | 3 de agosto de 2012 18 de janeiro de 2013 9 de Novembro de 2013    | 105                | 2.3                             |
| Fazer com que uma mãe acredita que seu carro recém-adquirido é um veículo roubado. |                                              |                                                                    |                    |                                 |
| 3 | "Hockey Havoc" Hockey Havoc"                 | 10 de agosto de 2012 11 de janeiro de 2013 23 de Novembro de 2013  | 102                | 3.4                             |
| Fazer um pai acreditar que ele deliberadamente tentou destruir uma vantagem um hóquei em jogo. |                                              |                                                                    |                    |                                 |
| 4 | "Hockey Havoc " Hockey Havoc"                | 14 de setembro de 2012 4 de janeiro de 2013 26 de Novembro de 2013 | 101                | 2.1                             |
| Uma mãe que está obcecada com bolas de neve fazer você acreditar que você destruiu uma exposição em uma loja de bola de neve por seus dois filhos, marido e o host de Wes.                                                                        |                                              |                                                                    |                    |                                 |
| 5 | "Serenity Yoga" Serenity Yoga"               | 21 de setembro de 2012 1 de janeiro de 2013 29 de Novembro de 2013 | 106                | 2.4                             |
| Uma mãe amorosa ioga é pranked por seu marido e filhos, e Wes que ela arruinou um formato de ioga em um novo centro de relaxamento. |                                              |                                                                    |                    |                                 |
| 6 | "Charity Shoe Soak" Charity Shoe Soak"       | 28 de setembro de 2012 4 de janeiro de 2013 30 de Novembro de 2013 | 104                | 1.8                             |
| Uma mãe que ama sapatos é atraída para um leilão falso que está leiloando calçados usados por celebridades, mas é levada a pensar que ela arruinou o piano de infância Carrie Underwood.                                                          |                                              |                                                                    |                    |                                 |

## Estreias Internacionais
| País                                                     | Canal                                    | Estreia da Série                                                | Título                    |
| -------------------------------------------------------- | ---------------------------------------- | --------------------------------------------------------------- | ------------------------- |
| Estados Unidos                                           | Disney Channel EUA                       | 26 de Julho de 2012                                             | Code: 9                   |
| Canadá                                                   | Family                                   | Cancelado                                                       | Code: 9                   |
| Reino Unido · Irlanda                                    | Disney Channel Reino Unido & Irlanda     | 31 de Dezembro de 2012 Espiadinha 12 de Janeiro de 2013 Estreia | Code: 9                   |
| Austrália · Nova Zelândia                                | Disney Channel Austrália & Nova Zelândia | 10 de Novembro de 2012                                          | Code: 9                   |
| Portugal                                                 | Disney Channel Portugal                  | 1 de Novembro de 2013                                           | Code: 9                   |
| Malásia                                                  | Disney Channel Malásia                   | 04 de Janeiro de 2013                                           | Code: 9                   |
| Singapura · Filipinas · Indonésia · Tailândia · Vietname | Disney Channel Ásia                      | 04 de Janeiro de 2013                                           | Code: 9                   |
| Brasil                                                   | Disney Channel Brasil                    | 28 de Dezembro de 2012                                          | Código: 9                 |
| Argentina · Chile · Colômbia · México · Venezuela · Peru | Disney Channel Latino America            | 28 de Dezembro de 2012                                          | Código: 9 - Cámara Oculta |
| Rússia                                                   | Disney Channel Rússia                    | 2013                                                            | Код: 9                    |